# Agarn
Agarn là một đô thị trong huyện Leuk, bang Valais, Thụy Sĩ. Đô thị này có diện tích 7,6 km2, dân số thời điểm năm 2002 là 752 người.